# 헌팅턴 뱅크 스타디움
헌팅턴 뱅크 스타디움(Huntington Bank Stadium)는 미국 미네소타주 미니애폴리스에 위치한 다목적 미식축구 경기장이다. 과거 NFL 미네소타 바이킹스의 홈 경기장으로 사용했으면, 과거 MLS 미네소타 유나이티드 FC의 홈경기장으로 사용했다.